# Dienofil
A dienofil (más néven filodién) a Diels–Alder-reakcióban 1,3-diénként részt vevő alkének elnevezése.
A dienofilek jellemzően elektronhiányos π-kötést tartalmazó vegyületek, azaz bennük a telítetlen szén-szén kötés  mellett elektronszívó szubsztituens, például karbonilcsoport is található. A dienofil erősségét döntően befolyásolja a szubsztituensek kettős kötésre kifejtett negatív mezomer és induktív hatása. Ezek a dienofilek készségesen reagálnak az elektronban gazdag diénekkel. Az egyik legerősebb dienofil a 4-fenil-1,2,4-triazol-3,5-dion (PTAD), melyet a prizmán előállításához is felhasználtak.
Bár ritkábban fordul elő, de elektronban gazdag dienofil és elektronban szegény dién közötti reakció is lehetséges.

## Fordítás
Ez a szócikk részben vagy egészben  a   Dienophil című német Wikipédia-szócikk ezen változatának fordításán alapul.  Az eredeti cikk szerkesztőit annak laptörténete sorolja fel. Ez a jelzés csupán a megfogalmazás eredetét és a szerzői jogokat jelzi, nem szolgál a cikkben szereplő információk forrásmegjelöléseként.